# Kościół Ewangelicko-Prezbiteriański w Polsce
Kościół Ewangelicko-Prezbiteriański w Polsce – kościół protestancki w Polsce, należący do rodziny Kościołów kalwińskich. Kościół w swojej teologii jest reformowany, charakteryzuje go prezbiterialny ustrój Kościoła.
Przewodniczącym Prezbiterium Kościoła jest pastor Moner Shaded z Parafii Ewangelicko-Prezbiteriańskiej Kościół Dobrego Pasterza w Warszawie. Na stanowisko został powołany 19 kwietnia 2021 r.

## Historia szeroko pojętego prezbiterianizmu
Kościół wywodzi się z tradycji Kościołów protestanckich, konkretnie z gałęzi Kościołów reformowanych kontynentalnych. Wskazuje się na to, iż prezbiterianizm dojrzał w Szkocji. Jednak Kościoły kontynentalne, szczególnie Genewa, i stacjonujący w niej Jan Kalwin, miały ogromny wpływ na wielu uchodźców protestanckich z Wysp Brytyjskich i m.in. na Johna Knoxa, Szkota. W wyniku tych rzeczy finalnie powstał nowy nurtu protestantyzmu reformowanego – prezbiterianizm. Jednakże już prędzej, bo za panowania królowej Elżbiety I Tudor, można dopatrywać się zalążków prezbiterianizmu, gdy powierzono władzę kościelną prezbiterom (starszym). Ważnym dokumentem tego okresu jest Szkockie wyznanie wiary (1560). Ważnym przedstawicielem nurtu jest Kościół Szkocji.
Prezbiterianizm najwcześniej przyjął się w Szkocji, lecz również częściowo w Anglii (w Kościele Anglii 1645–60 obowiązywał „The Form of Presbyterial Church Government”) oraz w Irlandii.
W XVII wieku powstały kluczowe dokumenty w kontekście nauk prezbiterianizmu: Westminsterskie wyznanie wiary oraz Mały i Duży katechizm Westminsterski. Opracowane przez duchownych Kościoła Anglii, nie były długo przezeń uznawane. Zostały jednak zaadaptowane przez przedstawicieli prezbiterianizmu.
Ważnym etapem w historii prezbiterianizmu były migracje do Stanów Zjednoczonych. Rozpoczęto zakładać Kościoły, m.in. właśnie prezbiteriańskie w Nowym Świecie.

## Historia Kościoła Ewangelicko-Prezbiteriańskiego w Polsce
W 1993 roku zarejestrowany został związek wyznaniowy pod nazwą „Kościół Dobrego Pasterza”. Pierwsze nabożeństwo Kościoła odbyło się w Niedzielę Palmową, 4 kwietnia 1993 roku. Miejscem nabożeństw był, nieistniejący już, tzw. Złoty Dom na Placu Grzybowskim w Warszawie. Kościół ten na przestrzeni lat podejmował różnorakie inicjatywy i organizował różne spotkania. 9 lutego 2021 roku denominacja została przekształcona w Kościół Ewangelicko-Prezbiteriański w Polsce. Następnie 19 kwietnia 2021 roku powołano 4 parafie – dwie w Warszawie (parafia Kościół Dobrego Pasterza oraz parafia Odkupiciela) oraz po jednej w Krakowie (parafia Chrystusa Zbawiciela) i Gdańsku (parafia Trójcy Świętej), a także wybrano Przewodniczącego i Zastępcę Przewodniczącego Prezbiterium. Pierwszym Przewodniczącym został pastor parafii Kościół Dobrego Pasterza Moner Shaded, a na Zastępcę wybrany został Michał Rogatko (starszy zarządzający parafii Odkupiciela w Warszawie).

## Nauka Kościoła
Kościół Ewangelicko-Prezbiteriański jest kościołem chrześcijańskim, a mówiąc konkretniej protestanckim. Wyznaje i naucza ortodoksyjnych doktryn chrześcijańskich. Jego zasady wiary są określone przez dokumenty wyznaniowe, którymi są Westminsterskie wyznanie wiary oraz Mały i Duży Katechizm, spisane w XVII wieku w Anglii. Dokumenty wyznaniowe określają właściwą interpretację Pisma Świętego, lub mówiąc inaczej, wyrażają to, co przez prezbiterian uważane jest za dokładną naukę wypływającą z Pisma Świętego.
Prezbiterianie nauczają, iż podstawą wiary i normą życia jest Pismo Święte Starego i Nowego Testamentu – Biblia (która w kanonie protestanckim liczy 66 ksiąg – nie są do niego wliczone księgi deuterokanoniczne), natomiast tradycja podlega stałej rewizji według zasady Ecclesia reformata et semper reformanda. Szeroko pojęta tradycja nie jest przez ten Kościół z definicji odrzucana, lecz jest zawsze podporządkowana Pismu Świętemu i w jego świetle musi być ewaluowana. Uznawane są także zasady wyrażone przez pięć sola.
Kościół odwołuje się także do tradycji ewangelickiej. Zdaniem ewangelików Pismo Święte wyklucza możliwość jakiejkolwiek współpracy człowieka z łaską Bożą w dziele zbawienia. Nauczaniem Kościoła jest, iż Bóg oferuje przebaczenie wyłącznie na podstawie swojej łaski (sola gratia). Sprawowane dobre uczynki są owocem darowanego zbawienia.
Kościół definiuje sakramenty jako fizyczne znaki ustanowione przez Boga, które potwierdzają i upewniają o Bożych obietnicach. Uznaje się dwa sakramenty: chrzest święty oraz Wieczerzę Pańską. Ważnym w kontekście zrozumienia sakramentologi Kościoła jest to, iż sakramenty są opus Dei (dziełem Boga), są nadane przez samego Boga, w osobie Chrystusa Jezusa. Są one widzialnymi znakami niewidzialnej łaski, stąd też Westminsterskie wyznanie wiary określa sakramenty mianem „znaków i rękojmi”. Jednak sakramenty nie działają ex opere operato. Sakramenty przekazują i przypieczętowują Bożą łaskę wszystkim, którzy przyjmują je z wiarą. Sakramenty są sprawowane wyłącznie w czasie nabożeństwa, przez ordynowanego duchownego. Kościół również chrzci niemowlęta. W kontekście tego zagadnienia, i ogólnej perspektywy teologicznej Kościoła ważną jest teologia przymierza. Wieczerza Pańska sprawowana jest pod dwiema postaciami chleba i wina.
Kościół uznaje i naucza, iż Chrystus Jezus jest obecny w udzielanym sakramencie Wieczerzy Pańskiej. Chleb pozostaje chlebem, a wino pozostaje winem, jednak dzięki działaniu Ducha Świętego przyjmowane są, przez wiarę, ciało i krew Chrystusa. Wierzący prawdziwie karmią się ciałem i krwią Chrystusa w Wieczerzy Pańskiej. Jednak nie odbywa się to na sposób fizyczny. Wydawnictwo działające przy parafii Chrystusa Zbawiciela w Krakowie wydało publikacje szerzej omawiające temat tych dwóch sakramentów.

## Ustrój Kościoła
Ustrój Kościoła Ewangelicko-Prezbiteriańskiego w Polsce jest prezbiterialny.

## Parafie Kościoła
Kościół liczy 4 parafie:

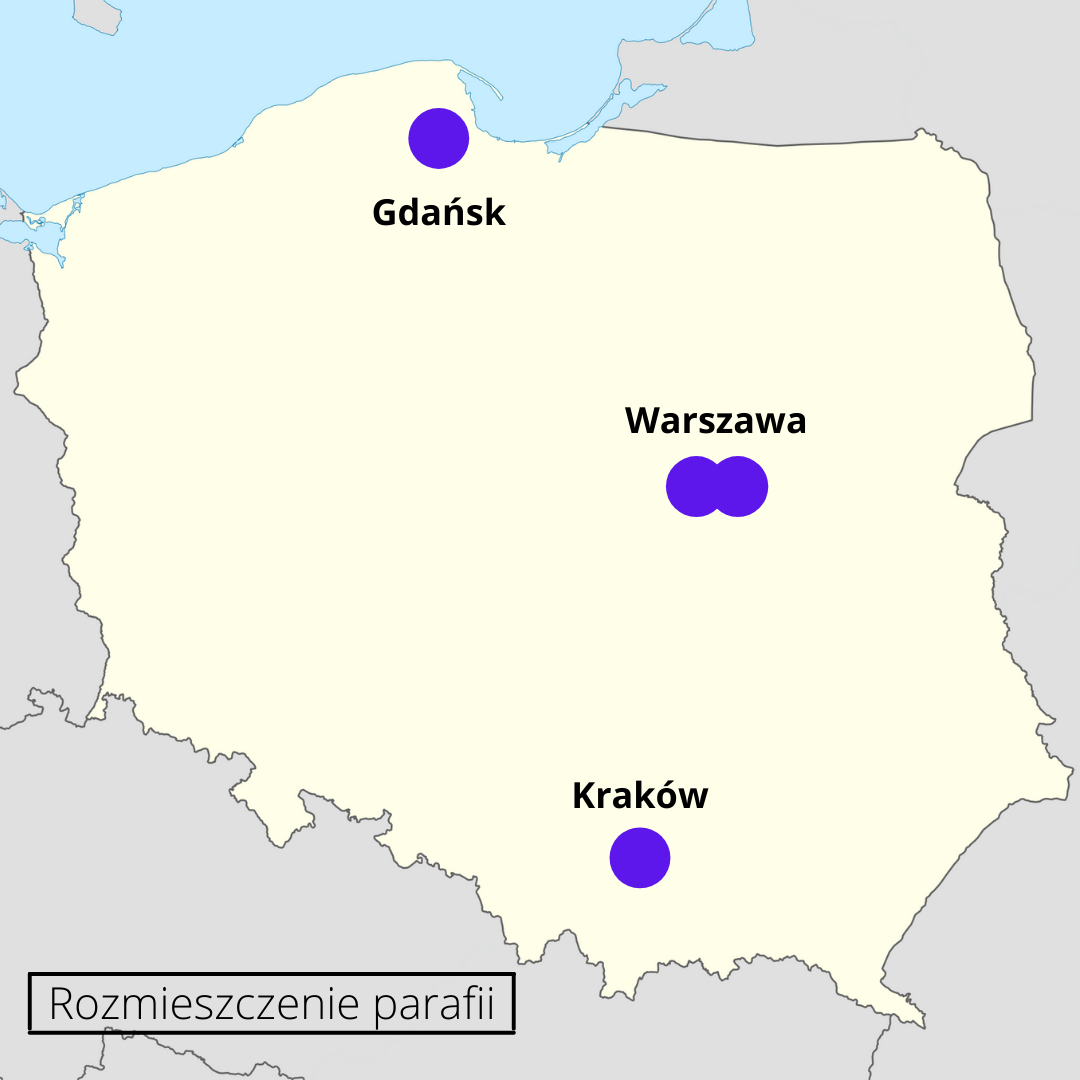
Parafie Kościoła Ewangelicko-Prezbiteriańskiego w Polsce

- Kościół Dobrego Pasterza w Warszawie[12],
- parafia Odkupiciela w Warszawie[13],
- parafia Chrystusa Zbawiciela w Krakowie[14],
- parafia Trójcy Świętej w Gdańsku.

## Duszpasterstwa
Przy krakowskiej parafii działa Reformowane Duszpasterstwo Akademickie, swoją posługę kierującą ku studentom.